# Backup Exec
Backup Exec è un software di backup per ambienti Windows sviluppato attualmente da Veritas Software. Backup Exec ha una lunga storia di passaggi di vendita tra varie aziende. Le prime notizie risalgono ai primi anni ottanta quando Maynard Electronics creò un insieme di pacchetti software da includere nei suoi dispositivi nastro di backup. Una versione di Backup Exec, chiamata NT Backup, era inclusa in Windows NT 3.5.
Backup Exec è una soluzione per la protezione di dati che fornisce backup disk-to-disk-to-tape continuato e funzioni di recovery. Continuous protection è ora disponibile per Microsoft Exchange e SQL Server in aggiunta ai file server e alle workstation, eliminando i salvataggi quotidiani e fornendo ripristini immediati.

## Versioni
- Symantec Backup Exec 11d, novembre  2006
- Symantec Backup Exec 10d, settembre 2005
- VERITAS Backup Exec 10.0, gennaio 2005
- VERITAS Backup Exec 9.1, dicembre 2003
- VERITAS Backup Exec 8.0, gennaio 2000

## Storia
- 1982 - Maynard Electronics viene fondata. Il software Maynard è conosciuto come MaynStream.
- 1989 - Maynard viene acquistata da Archive Corporation. MaynStream è disponibile per DOS, Windows, Macintosh, OS/2, e NetWare.
- ? - Quest Development Corporation nasce per sviluppare software di backup sotto contratto Symantec.
- 1993 - Archive viene acquistata da Conner Peripherals.  Conner modifica il software in "Backup Exec."
- ? - Quest acquista i diritti su FastBack per Macintosh, e assume il suo principale sviluppatore, Tom Chappell, della Fifth Generation Systems.
- 1994 - Conner crea una filiale, Arcada Software, acquistando Quest e unendola con la sua divisione software esistente.
- 1995 - Arcada acquista la divisione SyTron dalla Rexon, incluso il loro software di backup per OS/2.
- 1996 - Conner è acquistata da Seagate Technology e Arcada viene unita in una sussidiaria della Seagate Software.
- 1999 - Veritas Software acquista da Seagate il software Network and Storage Management Group, che include Backup Exec.
- 2005 - Symantec acquista Veritas, inclusi sia Backup Exec sia NetBackup, un pacchetto software completamente differente per il backup.

## Architettura
I sistemi Backup Exec possono avere uno o più media server, che spostano i dati da una o più località in un dispositivo storage, come un disco o un nastro. I dati possono essere di un sistema locale oppure di un sistema remoto con l'utilizzo di un agente remoto. Backup Exec può avere ulteriori funzionalità disponibili tramite l'inserimento di ulteriori chiavi di licenze. Le opzioni disponibili per la versione 11d includono la possibilità di fare backup di snapshot dei filesystem e la possibilità di salvare i database come Microsoft Exchange Server, Microsoft SQL Server e Oracle.
Molteplici media server possono essere gestiti utilizzando Central Admin Server Option